# Aepisaurus elephantinus
Aepisaurus elephantinus Gervais, 1852 è un dinosauro noto solo attraverso i resti fossili di un osso della zampa anteriore trovato in Francia in strati del Cretacico inferiore (Albiano, tra 112,6 e 99,7 milioni di anni fa).

## Classificazione
Nonostante sia inevitabilmente troppo poco per ricostruire l'animale, si può dedurre che Aepisaurus fosse uno di quei grandi dinosauri erbivori noti come sauropodi. Probabilmente l'animale faceva parte del gruppo dei titanosauri.